# Julio Mangas Manjarrés
Julio Javier Mangas Manjarrés (Alaejos, Valladolid, 3 de diciembre de 1940-Salamanca, 20 de octubre de 2022), fue un docente universitario e historiador español, especialista en la Hispania Romana y en la documentación de la Historia Antigua de la península ibérica. Desde 2011 era Profesor emérito de la Universidad Complutense de Madrid.

## Biografía
Se licenció en Filología Clásica en la Universidad de Salamanca en 1966, donde también se doctoró en Filología Clásica en 1971. Ejerció de profesor en la Universidad de Salamanca desde 1966 a 1973, posteriormente fue catedrático en la Universidad de Oviedo, y después, desde 1984 hasta su jubilación en 2011, en el Departamento de Historia Antigua de la Facultad de Geografía e Historia de la Universidad Complutense de Madrid.
Sus líneas de investigación fueron la sociedad y la religión de la Hispania Romana, en especial el mundo de la esclavitud, la documentación sobre la Historia Antigua de la península ibérica, y los estatutos jurídicos de las ciudades de Hispania Romana.
Participó y dirigió diversos proyectos de investigación como la actualización del inventario epigráfico hispánico, los Fontes Hispaniae Antiquae y sus respectivas monografías (de 1988 a 2001), la informatización de la epigrafía de Castilla-La Mancha, la visión de los autores antiguos sobre los carpetanos, nuevas bases documentales para la Historia de Hispania romana republicana o sobre ciudades romanas, así como sobre las nuevas bases documentales para la historia de la Hispania Altoimperial, muchos de ellos proyectos de colaboración de la Universidad Complutense, del Consejo Superior de Investigaciones Científicas (CSIC), de la Universidad Autónoma de Barcelona, de la Universidad de Granada y de la Universidad de Oviedo.
Cofundador y miembro del Consejo de Redacción de la revista Hispania Antiqua, desde 1971, y miembro del consejo de redacción de otras revistas como Ostraka (Perugia, Italia), Mediterraneo Antico (Roma), Anales de Historia Antigua y Medieval (Buenos Aires), Minius 
(Universidad de Orense) y Norba (Universidad de Extremadura). En 1977 fundó la revista Memorias de Historia Antigua. En 1989 fue asimismo cofundador del "Archivo Epigráfico de Hispania" (Universidad Complutense de Madrid), así como director durante los 5 primeros años de la revista (luego serie) Hispania Epigraphica. Después continuó como miembro del Consejo de Redacción de la misma y colaborador en sus comentarios epigráficos; entre 1989 (publ. 1995) y 2011 (publ. 2014), la revista publicó 20 números; desde 2012, como serie, lleva otros cinco. 
Desde el 1 de noviembre de 2009 hasta fines de septiembre del 2011 fue director del Departamento de Historia Antigua de la UCM. Era Profesor Emérito de la Universidad Complutense desde el 1 de octubre de 2011. Desde 1999 fue Miembro de Honor del Instituto Arqueológico Alemán. En 2013 un nutrido número de colegas, amigos y antiguos alumnos le dedicaron un homenaje en dos volúmenes. 
En su obra Hispania Romana, incluida en la obra enciclopédica de la Historia de España dirigida por Manuel Tuñón de Lara, nos cuenta los avances de la investigación de la época romana de la antigua Hispania, desde la República hasta el Imperio. Incide sobre la distinta romanización de las zonas de Hispania así como en sus consecuencias posteriores o sus divisiones culturales y administrativas. Desmitifica creencias populares como las luchas numantinas, e incide en el carácter heterogéneo de la Hispania Romana.
El 20 de octubre de 2022, tras larga enfermedad, falleció a los 81 años en Salamanca, celebrándose al día siguiente las exequias en su pueblo natal.